# ブーザーマップ県

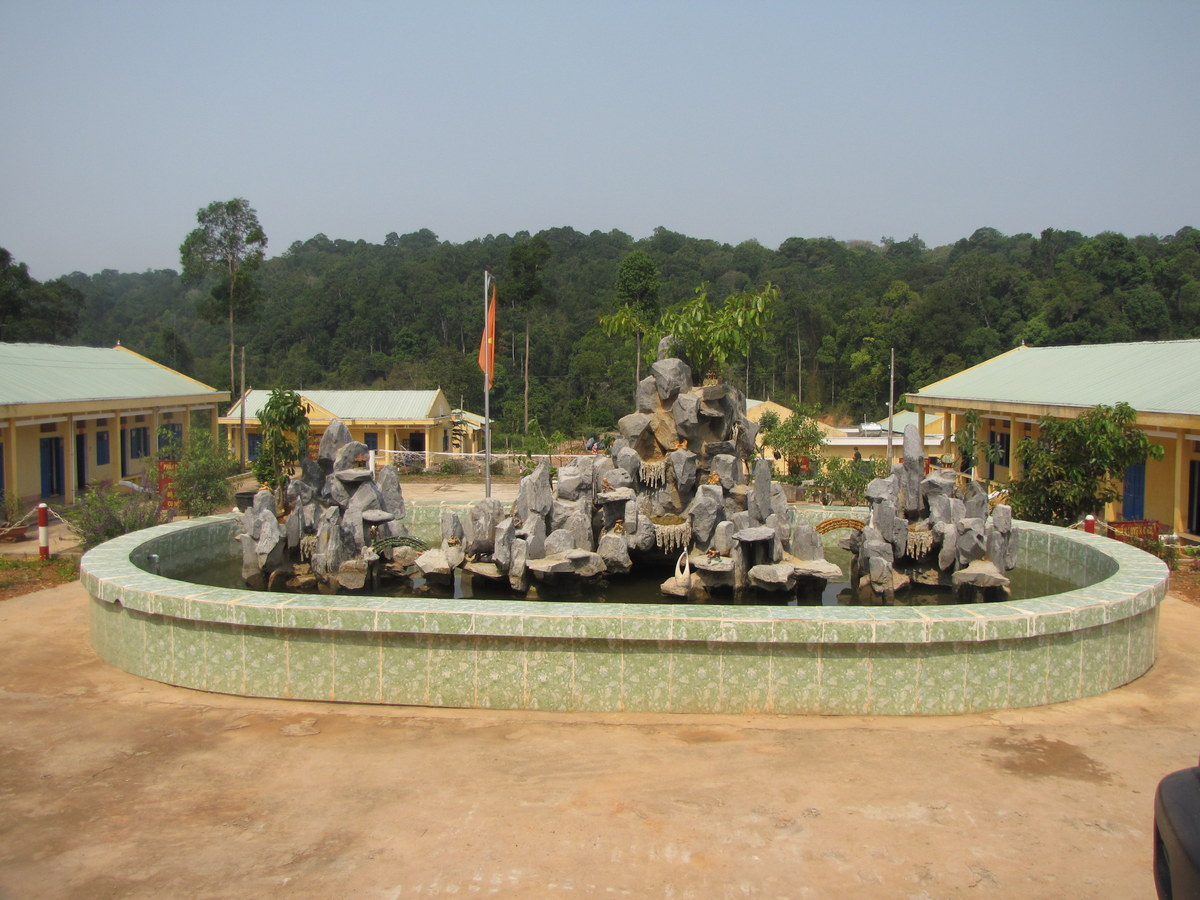
記念碑

ブーザーマップ県（ブーザーマップけん、ベトナム語：Huyện Bù Gia Mập / 縣蒲家䏜?）は、ベトナムビンフオック省の県である。人口は2019年時点で147,967人、面積は1,061.16km2である。

## 行政区画
8社を管轄する。